# Alejandro Balde
Alejandro Balde Martínez (Barcelona, 18 de octubre de 2003) es un futbolista español que juega de defensa en el F. C. Barcelona de la Primera División de España. Es internacional con la selección de fútbol de España.

## Trayectoria
Nacido de padre bisauguineano y madre dominicana, se incorporó al F. C. Barcelona en 2011, a los ocho años, tras ascender en el R. C. D. Espanyol. En julio de 2021 firmó la renovación de su contrato con el Barcelona hasta 2024 con una cláusula de liberación de 500 millones de euros.
Desempeñándose como lateral izquierdo, para la temporada 2021-22 fue convocado con el primer equipo en el primer y segundo partido del curso ante la Real Sociedad de Fútbol y el Athletic Club respectivamente. El 14 de septiembre se produjo su debut sustituyendo a Jordi Alba en el minuto 74 de la derrota por 3-0 ante el Bayern de Múnich en la fase de grupos de la Liga de Campeones.
Empezó la campaña 2022-23 con mayor presencia en el primer equipo, jugando varios partidos de titular, y siendo de los máximos asistentes en la Liga en los dos primeros meses. En marzo de 2023 era el jugador menor de 20 años con más asistencias en las cinco grandes ligas europeas. En el tramo final de esa temporada, coincidiendo con el día que conquistaron la Liga, anotó su primer gol en un derbi ante el R. C. D. Espanyol.
En septiembre de 2023 pasó a tener ficha del primer equipo y cambió su dorsal al número 3. Ese mismo mes amplió su contrato hasta junio de 2028 con una cláusula de rescisión de 1000 millones de euros.

## Selección nacional
Internacional con España, jugando con la sub-16 desde 2019, ganó con la categoría sub-17 el Torneo de Exentos, un certamen preparatorio para la posteriormente cancelado Europeo 2020. En agosto de 2021 fue convocado por primera vez con la selección española sub-19, debutando al mes siguiente, en un doble encuentro contra México. El 22 de septiembre de 2022 debutó con la selección española sub-21 en un partido amistoso frente a Rumanía sub-21 que acabó con victoria 1-4.
El 18 de noviembre de 2022 fue convocado para la Copa Mundial de Catar en sustitución de José Luis Gayà, lesionado durante la concentración. Su debut con la selección se produjo el 23 de noviembre, durante la segunda mitad del partido ante Costa Rica.

### Participaciones en Copas del Mundo
| Mundial      | Sede  | Resultado        | Partidos | Goles |
| ------------ | ----- | ---------------- | -------- | ----- |
| Mundial 2022 | Catar | Octavos de final | 4        | 0     |

## Estadísticas

### Clubes
Actualizado al último partido disputado el 16 de agosto de 2025.
| Club                         | Div.          | Temporada     | Liga  | Liga  | Liga   | Copas nacionales | Copas nacionales | Copas nacionales | Copas internacionales | Copas internacionales | Copas internacionales | Total | Total | Total  |
| Club                         | Div.          | Temporada     | Part. | Goles | Asist. | Part.            | Goles            | Asist.           | Part.                 | Goles                 | Asist.                | Part. | Goles | Asist. |
| ---------------------------- | ------------- | ------------- | ----- | ----- | ------ | ---------------- | ---------------- | ---------------- | --------------------- | --------------------- | --------------------- | ----- | ----- | ------ |
| F. C. Barcelona "B" · España | 2.ª B         | 2020-21       | 16    | 0     | 0      | —                | —                | —                | —                     | —                     | —                     | 16    | 0     | 0      |
| F. C. Barcelona "B" · España | 1.ª F         | 2021-22       | 15    | 0     | 1      | —                | —                | —                | —                     | —                     | —                     | 15    | 0     | 1      |
| F. C. Barcelona "B" · España | Total club    | Total club    | 31    | 0     | 1      | 0                | 0                | 0                | 0                     | 0                     | 0                     | 31    | 0     | 1      |
| F. C. Barcelona · España     | 1.ª           | 2021-22       | 5     | 0     | 0      | 0                | 0                | 0                | 2                     | 0                     | 0                     | 7     | 0     | 0      |
| F. C. Barcelona · España     | 1.ª           | 2022-23       | 33    | 1     | 6      | 5                | 0                | 0                | 6                     | 0                     | 0                     | 44    | 1     | 6      |
| F. C. Barcelona · España     | 1.ª           | 2023-24       | 18    | 0     | 1      | 4                | 1                | 0                | 6                     | 0                     | 0                     | 28    | 1     | 1      |
| F. C. Barcelona · España     | 1.ª           | 2024-25       | 32    | 0     | 4      | 5                | 1                | 2                | 10                    | 0                     | 3                     | 47    | 1     | 9      |
| F. C. Barcelona · España     | 1.ª           | 2025-26       | 1     | 0     | 0      | 0                | 0                | 0                | 0                     | 0                     | 0                     | 1     | 0     | 0      |
| F. C. Barcelona · España     | Total club    | Total club    | 89    | 1     | 11     | 14               | 2                | 2                | 24                    | 0                     | 3                     | 127   | 3     | 16     |
| Total carrera                | Total carrera | Total carrera | 120   | 1     | 12     | 14               | 2                | 2                | 24                    | 0                     | 3                     | 158   | 3     | 17     |
| 1. 2.                        |               |               |       |       |        |                  |                  |                  |                       |                       |                       |       |       |        |

## Palmarés

### Títulos nacionales
| Título                     | Club            | País   | Año     |
| -------------------------- | --------------- | ------ | ------- |
| Supercopa de España        | F. C. Barcelona | España | 2023    |
| Primera División de España | F. C. Barcelona | España | 2022-23 |
| Supercopa de España        | F. C. Barcelona | España | 2025    |
| Copa del Rey               | F. C. Barcelona | España | 2024-25 |
| Primera División de España | F. C. Barcelona | España | 2024-25 |